# Angels (chanson)
Pour les articles homonymes, voir Angels.
Angels est le troisième single du groupe de rock/metal symphonique hollandais Within Temptation issu de leur troisième album The Silent Force. Il a atteint le numéro 1 en Finlande et aux Pays-Bas. C'est aussi l'un de leurs plus grands succès aux États-Unis avec Ice Queen, Stand My Ground, Mother Earth, The Howling et Memories.

## Liste des chansons
CD single (2 chansons)
1. Angels - version complète (4:02)
2. Say My Name - nouvelle chanson (4:06)

CD single (3 chansons)
1. Angels - version complète (4:02)
2. Say My Name - nouvelle chanson (4:06)
3. Forsaken - live le 21 avril 2005 à Tilbourg, aux Pays-Bas (4:54)

CD Multi single (5 chansons) - BeNeLux/Allemagne
1. Angels - version complète (4:02)
2. Say My Name - nouvelle chanson (4:06)
3. Forsaken - Live le 21 avril 2005 à Tilbourg, Pays-Bas (4:54)
4. The Promise - Live le 21 avril 2005e Tilbourg, Pays-Bas (7:59)
5. Angels - Live le 21 avril 2005 à Tilbourg, Pays-Bas (4:12)

CD single + DVD
1. Angels - version complète (4:02)
2. Say My Name - nouvelle chanson (4:06)
3. Forsaken - Live le 21 avril 2005 à Tilbourg, Pays-Bas (4:54)
4. The Promise - Live le 21 avril 2005 à Tilbourg, Pays-Bas (7:59)
5. Angels - Live le 21 avril 2005 à Tilbourg, Pays-Bas (4:12)
6. The Promise - Live en 2013, à Tilbourg et Paradiso, Amsterdam
7. Angels - Live en 2013, à Tilbourg et Paradiso, Amsterdam
8. Forsaken - Live à 2013, Tilbourg et Paradiso, Amsterdam
9. Vidéoclip Angels
10. Within Temptation à Dubai

La chanson a fait son apparition à la radio américaine le 29 juillet 2007.

## VidéoclipAngels
Le clip vidéo a été tourné dans un désert d'Espagne. Il raconte l'histoire d'un groupe d'anges vigilants qui accomplissent leur mission pour lutter contre le mal. Sharon den Adel est une femme qui est apparemment abandonnée sur le long d'une route au milieu de nulle part. Elle accepte de monter dans le véhicule d'un prêtre, qui l'amène chez lui. Le prêtre est en fait un tueur en série démoniaque, qui endosse différents déguisements pour attraper ses victimes. Tous ces déguisements lui permettent de gagner la confiance des gens, comme celui d'un médecin, d'un officier de police, d'un clown, d'un juge et d'un prêtre. Comme Sharon découvre un tableau rempli de nouvelles de journaux sur un tueur en série dans sa maison, qui concernent ses victimes précédentes, il prend le pouvoir en la chloroformant. Il la ligote pour l'emmener dans le désert dans le but de lui enlever la vie. Toutefois, Sharon se réveille rapidement à l'arrivée des anges (les autres membres du groupe) et elle se révèle être aussi l'un de ces anges, qui a été sur le long de la route, afin de servir d'appât pour le tueur en série. Le tueur en série est confronté aux esprits de ses victimes, qui le détruisent. Les anges disparaissent alors vers une nouvelle destination. 
Le thème du film Phantasm de 1979 a servi.